# Mara Lakić
Mara Lakić (in serbo Мара Лакић?; Gradačac, 18 agosto 1963) è un'ex cestista jugoslava, dal 1992 bosniaca.

## Carriera
Con la Jugoslavia ha disputato i Giochi olimpici di Seul 1988, i Campionati mondiali del 1990 e due edizioni dei Campionati europei (1989, 1991).
Con la Bosnia ed Erzegovina ha disputato i Campionati europei del 1997.